# Så' det jul
Så' det jul er en dansk julesang og single skrevet og komponeret af Kim Larsen. Den er indspillet af Kim Larsen & Kjukken og findes på albummet Glemmebogen - Jul & nytår fra 2004.

## Komposition
På Glemmebogen - Jul & nytår er sangen "Så' det jul" det eneste nummer (ud af i alt 14), som Kim Larsen selv har lavet tekst og melodi til, og ifølge sangeren var nummeret en ren fornøjelse at lave, nærmest som "en kærlighedsaffære", hvor ordene dukkede op af sig selv. I Larsens barndom stod Frelsens Hær ofte på Københavns Rådhusplads og samlede ind til nødlidende mennesker, og med sig havde de et skilt, hvorpå der stod "Hold gryden i kog. Jesus kommer med næste tog". Sidstnævnte sætning indgår som en linje i "Så' det jul", fordi moderne voksne ifølge Kim Larsen har en ironisk distance til julen.
I et interview nævnte han, at den voksne generation ikke længere tager juletiden alvorligt, hvilket er med til at ødelægge oplevelsen for deres børn. Dette til trods for, at de nævnte voksne mennesker selv har mærket julens særlige stemning, da de var børn. Larsen finder opførslen tarvelig over for børnene og nævner det med følgende linjer i sangen: "Husk på vi var selv uskyldige små, svøbt i stjernestøv fra top til tå."

## Personel
Følgende er en liste over de personer der var med til at indspille sangen:
- Kim Larsen - Sang, guitar
- Karsten Skovgaard – Guitar, kor
- Jesper Haugaard - Bas, guitar, kor
- Søren Bo Mikkelsen, Karsten Skovgaard, Jesper Haugaard – Keyboards, kor
- Jesper Rosenqvist - Trommer, kor
- Poul Bruun, Søren Bo Mikkelsen - Producer